# 春日部このは
春日部 このは（かすかべ このは、1992年11月9日 - ）は、日本のAV女優。ディクレア所属。

## 略歴・人物
神奈川県出身。2016年にAVデビュー。

## 出演作品

### アダルトDVD
2016年
- JKにオナホを渡し「僕のチ○コを思いっきりシゴいて下さい!」 2（6月10日、DOC）※「こはる」名義　他出演:あけみ、ゆい、くみ、りえ、まや、あこ、れな(あかね杏珠)、のぞみ
- 職場パワハラで自主退職に追い込まれ権利を主張しに来たウザ女子社員を激透媚薬でマ○コをヒクつかさせて返り討ちブッ挿しSEX（6月10日、DOC）他出演:黒木彩花、西内るな、深美せりな
- ヘルメットディルドぶっさしオナニー 〜腰ガックガク!変態過ぎる自分の行為に頭ん中まっ白!〜（7月15日、SEX Agent）他出演:あべみかこ、八ッ橋さい子、さくらみゆき、有賀ゆあ、美咲かんな、神山なな、横山夏希、星南まゆ、向井藍、夏原あかり、あず希、早川瑞希、埴生みこ、鈴屋いちご、望月さくら、市川つばさ
- SNSガチ応募!! エッチな素人フォロワーちゃんヘアーヌードコレクション Vol.1（7月15日、Re:Search）他出演:埴生みこ、ましろあい、紺野ひかる、阿部乃みく、望月さくら、みづなれい
- パコろっか?（8月12日、バルタン）
- 肉便器これくしょん(肉これ) 僕の肉便器十二号機 呆れるほどド変態女 春日部このは AV Debut（8月12日、&RiBbON）
- マン土手 角オナニー 番外編（8月13日、アロマ企画）他出演:宇野ゆかり、望月さくら、聖菜アリサ、七瀬ひとみ、涼宮琴音、なつめ愛莉
- 茨城ヤンキー少女列伝 親なし金なしゴムなしろくでなし 大洗海岸出張中出し撮影「夏だからノリでオッケぃー」 学校ブッチ少女Kちゃん（8月19日、キチックス）
- 完全主観で超ガン見されながらのセルフイラマチオ 〜無理やりではなく自ら喉奥に先っちょをぶつける女達、しかもずっとこっち見てる〜（8月19日、SEX Agent）他出演:向井藍、あず希、成宮はるあ、横山夏希、夏原あかり、神山なな、綾波まこ
- 精一杯フェラチオ頑張るのでメチャクチュ手マンしてください。 〜だいたいの女はチ○ポ咥えてる時、濡れている。女ってエロいよね〜（8月19日、SEX Agent）他出演:向井藍、成宮はるあ、横山夏希、朝比奈もあ、夏原あかり、神山なな、綾波まこ
- すごい吸引力のキ○タマ絞りと手コキ噴射 〜究極の痴女達が精液製造所を飲み込む勢いで猛吸引〜（8月19日、SEX Agent）他出演:幸田ユマ、綾波まこ、成宮はるあ、あず希、神山なな、横山夏希、向井藍
- かくれんぼパンチラ レボリューション 身動き取れない彼女のアソコをこっそりお触り!感じちゃった彼女はその後…!?（8月25日、アロマ企画）他出演:神波多一花、なつめ愛莉、前田のの、伊藤果夏、成宮いろは
- 光沢サテンパンツのエロ尻とノーブラおっぱい（8月25日、アロマ企画）他出演:春原未来、なつめ愛莉、望月さくら、伊藤果夏、七菜原ココ
- 見つけたぞ! 母子家庭貧困チュー坊! in 大洗海岸 茨城県東茨×郡在住 「アタイが一家の大黒柱だっぺ 文句のあるヤツァーかかって来いっぺよー」 ヤンキー少女5P輪姦ぶっかけ中堕し!（8月26日、MANIAC 9）
- 男に弄ばれ変態プレイに目覚めてしまった女子校生 このは（9月9日、宇宙企画）
- 新宿で見つけたヤンキー少女に18cmメガチ●ポを素股してもらったらこんなヤラしい事になりました。（9月22日、アイエナジー）他出演:川角ひかる、桜ちなみ、長谷川夏樹、星川ういか
- 挑発ディルドオナニー VI（9月25日、アロマ企画）他出演:涼宮琴音、星空もあ、七海りこ、星野はるあ、北川エリカ
- 階段でミニスカ女子校生のパンティーを覗いていたのがバレて女子校生達に捕まり色々言いがかりをつけられながら手コキで抜かれてしまってラッキーかアンラッキーかよく分からない水曜日の午後（9月25日、デジタルアーク）他出演:朝倉ことみ、長谷川夏樹、千野くるみ、結川ゆう、春川せせら、菅原恵麻、星川ういか、山口明日香、橋野愛琉
- 生意気なヤンキー妹に「擦りつけるだけだよ」という約束で素股してもらっていたら互いに気持ち良すぎてマ○コはグッショリ!でヌルっと生挿入!「え!?入ってる?」でもどうにも止まらなくて中出し!（10月6日、アイエナジー）他出演:長谷川夏樹、川角ひかる、桜ちなみ
- HYPER HIGHLEG QUEEN DELUXE（10月7日、デジタルアーク）共演:星川ういか、かなえ由実、ことの希美、北野らみ
- パンチラ株式会社 3 女子校生アルバイト編（10月7日、デジタルアーク）他出演:朝倉ことみ、長谷川夏樹、千野くるみ、結川ゆう、春川せせら、菅原恵麻、星川ういか、山口明日香、橋野愛琉
- 膝上25cmのタイトミニ、気持ちよすぎる腿コキ 8（10月13日、アロマ企画）他出演:なつめ愛莉、阿部乃みく、西口あられ、Maika、峰エリ、矢吹リカ
- 【￥交撲滅】 いくら?（10月13日、EROTICA）
- モニタリング 欲求不満巨乳人妻×性欲旺盛体育会系男子学生 初対面で密室に二人っきりでの密着オイルエステ体験!! 大人の色気漂う豊満おっぱいに触れた瞬間学生チ●ポはガチ勃起!!（10月20日、SODクリエイト）他出演:成宮はるあ、柿谷ひかる、二階堂ゆり、三島奈津子
- マジックナンパ! Vol.40 悪羅(オラ)ギャル逆ナンパ（10月28日、MAGIC）共演:長谷川夏樹、里美まゆ、涼南佳奈
- 神待ちヤンキー少女 このは (12月9日、KMP)